# Halictus persephone
Halictus persephone là một loài Hymenoptera trong họ Halictidae. Loài này được Ebmer mô tả khoa học năm 1976.